# 李强 (国民革命军)
李强（1905年12月19日—1952年4月14日），字健民，江西遂川人，国民革命军陆军中将，遂川县人民代表大会常驻代表。

## 生平
李强是江西遂川黄坑乡小洞村人，出生于1905年12月19日。
毕业于黄埔军校第一期，历任国民革命军排、连、营长、团附、漕州团管区参谋主任，1929年起，任中央军校第八至十四期学生队中队长、大队长、总队长、教导总队总队长等职。抗日战争爆发后，任暂编第十六师第三旅副旅长、旅长、师参谋长。1940年，任第二十九军暂编第十六师师长。1942年2月，任第二十九军副军长，兼河南镇新师管区司令。1943年，任第六战区暂编第十五军副军长。1945年，任中央警官学校高级警官班受训。1946年12月，授陆军中将，任中央训练团附员。
1947年3月退役，回乡闲居。中华人民共和国成立后，出任遂川县人民代表大会常驻代表。
1952年4月14日，遂川县人民法庭以他的政治历史问题和国共内战初期参加方木庄反革命组织为由，在黄坑乡将其处以死刑，享年48岁。
十一届三中全会后，县人民法院撤销原判，将李强平反，县委统战部将其认定为投诚人员。

## 逸事
在黄埔军校学习时期，李强因射击技术超群获得过「神枪手」的美誉，曾接受校长蒋介石面试。